# Rajd Rosyjska Zima 1981
Rajd Rosyjska Zima 1981 (10. Rallye Russkaya Zima 1981) – dziesiata edycja rajdu samochodowego Rajd Rosyjska Zima rozgrywanego w ZSRR. Rozgrywany był od 12 do 13 grudnia 1981 roku. Rajd był szóstą rundą Rajdowego Pucharu Pokoju i Przyjaźni w roku 1981.

## Klasyfikacja rajdu
| Miejsce                        | Kierowca                       | Pilot                          | Samochód                       | Czas                           | Strata                         |                                |
| Klasyfikacja generalna i RPPiP | Klasyfikacja generalna i RPPiP | Klasyfikacja generalna i RPPiP | Klasyfikacja generalna i RPPiP | Klasyfikacja generalna i RPPiP | Klasyfikacja generalna i RPPiP | Klasyfikacja generalna i RPPiP |
| ------------------------------ | ------------------------------ | ------------------------------ | ------------------------------ | ------------------------------ | ------------------------------ | ------------------------------ |
| 1.                             | Svatopluk Kvaizar              | Jan Soukup                     | Škoda 130 RS                   | 1:21:37                        | -                              |                                |
| 2.                             | Václav Blahna                  | Pavel Schovánek                | Škoda 130 RS                   | 1:21:44                        | +7                             |                                |
| 3.                             | Nikolay Elizarov               | Sergey Gogunov                 | Lada VAZ 21011                 | 1:22:19                        | +42                            |                                |
| 4.                             | Vello Õunpuu                   | Aarne Timusk                   | Lada VAZ 21011                 | 1:24:14                        | +2:37                          |                                |
| 5.                             | Valeriy Filimonov              | Mikhail Devel                  | Moskvich 2140                  | 1:25:16                        | +3:39                          |                                |
| 6.                             | Nikolay Bolshikh               | Igor Bolshikh                  | Lada VAZ 21011                 | 1:25:32                        | +3:55                          |                                |
| 7.                             | Vallo Soots                    | Toomas Putmaker                | Lada VAZ 21011                 | 1:25:46                        | +4:09                          |                                |
| 8.                             | Maciej Stawowiak               | Ryszard Żyszkowski             | FSO Polonez 2000               | 1:25:48                        | +4:11                          |                                |
| 9.                             | Václav Pech sen.               | Jiří Janeček                   | Škoda 130 RS                   | 1:25:52                        | +4:15                          |                                |
| 10.                            | Janis Zultauskis               | Jānis Auziņš                   | Lada VAZ 21011                 | 1:32:56                        | +11:19                         |                                |